# 다카하마정 (니가타현)
다카하마정(高浜町)은 니가타현 가리와군에 있던 정이다. 

## 역사
- 1901년 11월 1일 - 가리와군 다카하마정이 성립하였다.
- 1957년 4월 1일 - 가시와자키시에 편입되어 소멸하였다.

## 참고문헌
- 『市町村名変遷辞典』東京堂出版、1990年。